# ادوین پورتر اروسمیت
ادوین آروسمیت (زاده ۱۹۰۹-درگذشته ۱۹۹۲) یک مدیر سلطه جوی بریتانیایی بود. 
آروسمیت ، مدیر دومینیکا از سال ۱۹۴۶ تا ۱۹۵۲ شد و بعد از آن کمیسر ساکن باسوتولند در سال ۱۹۵۲ تا ۱۹۵۶ شد، و بعدها آروسمیت فرماندار جزایر فالکلند از سال ۱۹۵۷بود.

## زندگینامه

### سال های اولیه و خانواده
ادوین پسر کشیش ادوین آروسمیت بود و  بعدها ادوین با کاتلین اگلستون پورتر ازدواج کرد.